# Cyclosorus elatus
Cyclosorus elatus är en kärrbräkenväxtart som beskrevs av Ren-Chang Ching och Shing. Cyclosorus elatus ingår i släktet Cyclosorus och familjen Thelypteridaceae. Inga underarter finns listade.